# Victor Osorio
Victor Osorio (* 12. Dezember 1982) ist ein chilenischer Gewichtheber.

## Karriere
Osorio nahm in der Klasse bis 105 kg an den Panamerikanischen Meisterschaften 2008 teil. Bei der Dopingkontrolle wurde er jedoch positiv auf Metandienon getestet und anschließend für vier Jahre gesperrt. Nach seiner Sperre erreichte er bei den Panamerikanischen Meisterschaften 2012 den sechsten Platz. Bei den Südamerikameisterschaften im selben Jahr gewann er Gold im Superschwergewicht. Danach wechselte er wieder in die Klasse bis 105 kg und wurde 2013 Zehnter bei den Panamerikanischen Meisterschaften, Vierter bei den Südamerikameisterschaften und Vierter bei den Juegos Bolivarianos. 2014 startete er im Superschwergewicht bei den Südamerikaspielen, wo ihm jedoch kein gültiger Versuch gelang.